# Subhumans (kanadai együttes)
A Subhumans egy kanadai punk együttes.

## Története
1978-ban alakultak Vancouverben. Első kislemezük megalakulásuk évében, 1978-ban jelent meg. Tagjai különféle művészneveket vettek fel, pl. "Hannah", "Dimwit", "Useless" stb. A Subhumans énekese, Brian Goble és Dimwit később megalapították a D.O.A. nevű punkegyüttest. Első nagylemezüket 1980-ban adták ki. 1983-ban feloszlottak, majd 2005-ben újraalakultak.

## Diszkográfia
- Incorrect Thoughts (album, 1980)
- No Wishes, No Prayers (album, 1983)
- New Dark Age Parade (album, 2006)
- Same Thoughts, Different Day (album, 2010)